# Fernanda Lima

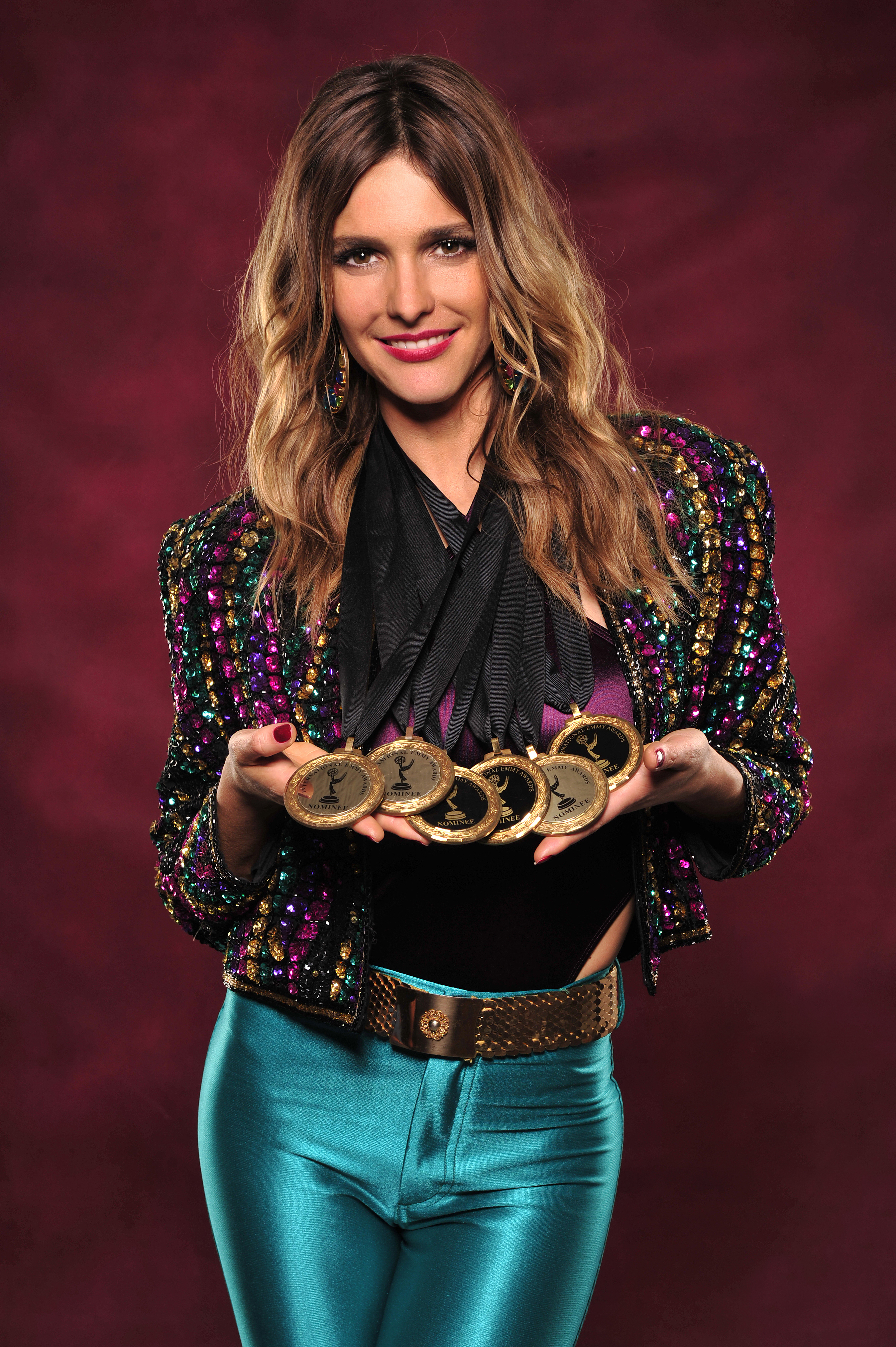
Lima in 2012.

Fernanda Cama Pereira Lima (Porto Alegre, 25 juni 1977) is een Braziliaans fotomodel, actrice en presentatrice.

## Loopbaan
Lima, wier ouders gymleraren waren, begon op veertienjarige leeftijd met haar werk als fotomodel. In 1999 werd ze presentator voor MTV. In 2005 stapte ze over naar de televisiezender Rede Globo. Sinds 2009 presenteert ze op deze zender het populaire praatprogramma Amor & Sex.
Ze verzorgde samen met Rodrigo Hilbert de presentatie van de loting voor het wereldkampioenschap voetbal 2014 in Brazilië.

## Persoonlijk leven
Lima heeft een relatie met collega Rodrigo Hilbert. Ze hebben twee kinderen.